# Nicole Pfoser

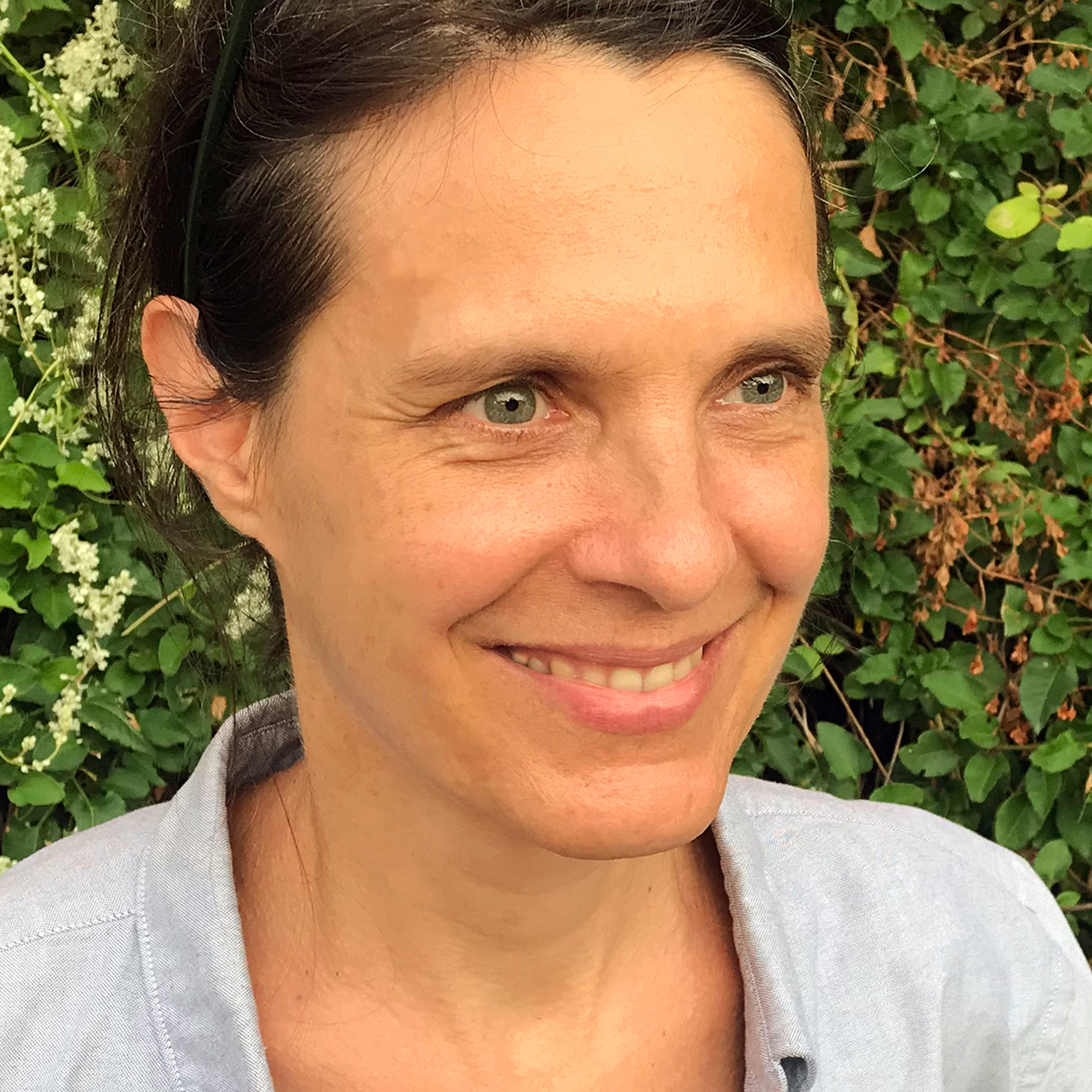
Nicole Pfoser

Nicole Pfoser (* 3. November 1970 in Berlin) ist eine deutsche Architektin, Innenarchitektin, Master of Landscape Architecture und Professorin an der Hochschule für Wirtschaft und Umwelt Nürtingen-Geislingen. 

## Beruflicher Werdegang
1997 schloss Nicole Pfoser ihr Innenarchitekturstudium an der Hochschule Darmstadt ab. Neben ihrer freiberuflichen Tätigkeit studierte sie anschließend an der Technischen Universität Darmstadt Architektur. Dieses Studium schloss sie 2003 ebenfalls als Dipl.-Ing. ab und erhielt den Otto-Bartning-Preis der Otto-Bartning-Stiftung für Baukunst und Bildende Künste. Nach einem weiteren Studium (IMLA) an den Hochschulen Nürtingen, Weihenstephan, Rapperswil und der School of Architecture and Landscape an der University of Greenwich erwarb sie 2005 den Master of Landscape Architecture.
Danach arbeitete Pfoser als wissenschaftliche Mitarbeiterin in Lehre und Forschung am Fachgebiet Entwerfen und Freiraumplanung des Fachbereichs Architektur der Technischen Universität Darmstadt. 2016 wurde sie dort bei Jörg Dettmar zum Thema Fassade und Pflanze. Potenziale einer neuen Fassadengestaltung promoviert.

## Wirken
Pfoser ist in der Planung der Architektur, Landschaftsarchitektur und Stadtentwicklung tätig. Ihre Schwerpunkte sind dabei das nachhaltige Entwerfen und Bauen, die Gebäudebegrünung mit ihrer positiven Wirkung auf Stadt und Gebäude, Energieverbrauch, Klima und Lebensqualität. Als Professorin des Fachgebiets Objektplanung ist sie an der Hochschule für Wirtschaft und Umwelt Nürtingen-Geislingen (HfWU), Studiengang Landschaftsarchitektur, in Lehre und Forschung tätig.
Sie ist Expertin im Regelwerkausschuss „Fassadenbegrünung“ der Forschungsgesellschaft Landschaftsentwicklung Landschaftsbau (FLL). Zudem war sie Vizepräsidentin der Fachvereinigung Bauwerksbegrünung (FBB) (nun Bundesverband GebäudeGrün BuGG). Pfoser ist Autorin der Fachbücher Vertikale Begrünung und Grüne Fassaden sowie Redakteurin des biotope-city.net, International Journal for City as Nature.

## Publikationen (Auswahl)
- Grüne Fassaden, DETAIL Praxis, 2023
- Vertikale Begrünung. Fachbibliothek Grün. Stuttgart, 2018
- Freie Hansestadt Hamburg, Behörde für Umwelt und Energie, Hrsg. (2018): Dachbegrünung – Leitfaden zur Planung. Begründungsunterlagen für Dachbegrünungen in der verbindlichen Bauleitplanung sowie in der Baugenehmigungspraxis. Hamburg
- Forschungsgesellschaft Landschaftsentwicklung Landschaftsbau e. V., Hrsg. (2018): FLL Fassadenbegrünungsrichtlinien – Richtlinien für Planung, Bau und Instandhaltung von Fassadenbegrünungen. Bonn
- Florale Fassaden – Hängende Gärten. In: db deutsche bauzeitung 05/2018, S. 60 ff.
- Lebendige Vielfalt – Anwendungstechniken der Fassadenbegrünung. In: Detail. Zeitschrift für Architektur und Baudetail 12/2017, S. 66 ff.
- Kosten-Nutzen-Betrachtungen von Fassadenbegrünungen. In: Gebäude Grün, 2017, S. 9–12
- Der Stellenwert der Fassadenbegrünung in Architektur und Städtebau. Ein historischer Überblick und Trendforschung. In: Neue Landschaft 06/2017, Berlin, S. 40–43.
- Beachtenswertes bei der Planung von Dach- und Fassadenbegrünungen. In: Bauwerksbegrünung, Jahrbuch 2016, Saarbrücken, S. 110–115
- mit N. Jenner: Klimaschutz durch Gebäudebegrünung In: Naturkapital Deutschland – TEEB DE (Hrsg.): Ökosystemleistungen in der Stadt – Gesundheit und Lebensqualität. Stadtnatur fördert Klimaschutz. 2016 (PDF)
- mit J. Dettmar, und S. Sieber: Gutachten Fassadenbegrünung. Zweck und Umfang der Förderung von Fassadenbegrünungssystemen im Rahmen von Klimaanpassungskonzepten. Beauftragt vom Ministerium für Klimaschutz, Umwelt, Landwirtschaft, Natur- und Verbraucherschutz (MKUNLV), NRW, 2016 (PDF)
- Fassade und Pflanze. Potenziale einer neuen Fassadengestaltung. Technische Universität Darmstadt (Dissertation), 2016
- Warum Gebäude begrünen? Motivation aus Sicht von Planern, Unterhaltsverantwortlichen und Nutzenden. In: Neue Landschaft 12/2015, Berlin, S. 23–27.
- Fassadenbegrünung mit Kletterpflanzen – ein Zwischenbericht. Anwendungshilfe für eine zielsichere Pflanzenwahl. In: Neue Landschaft. 04/2014, Berlin, S. 36–41.
- Schadensvermeidung bei Fassadenbegrünungen. In: Neue Landschaft. 04/2014, Berlin, S. 30–34
- Bundesamt für Bauwesen und Raumordnung (BBR), Bundesinstitut für Bau-, Stadt- und Raumforschung (BBSR), Forschungsinitiative 'Zukunft Bau', Bonn: N. Pfoser, N. Jenner et al. (2013): Gebäude Begrünung Energie. Potenziale und Wechselwirkungen. Abschlussbericht, Bonn ; Druckversion (Hrsg. FLL 2014)